# Horseshoe Island
Horseshoe Island – wyspa antarktyczna na Morzu Bellingshausena, leżąca wzdłuż zachodniego wybrzeża Ziemi Grahama, na której funkcjonowała brytyjska stacja polarna Base Y.

## Nazwa
Wyspa została nazwana przez Brytyjską Ekspedycję do Ziemi Grahama (ang. British Graham Land Expedition, (BGLE)) pod dowództwem Johna Rymilla (1905–1968), a jej nazwa pochodzi od jej charakterystycznego kształtu ze wzniesieniami (600–900 m) przypominającego podkowę (ang. horseshoe).

## Położenie
Horseshoe Island leży na Morzu Bellingshausena, u wejścia do Square Bay wzdłuż zachodniego wybrzeża Ziemi Grahama. Wyspa ma ok. 12 km długości i 6 km szerokości. 

## Flora i fauna
Na wyspie gniazdują mewa południowa i wydrzyk brunatny. Odnotowano tu obecność 29 gatunków porostów i 15 gatunków mchów.

## Historia
Wyspa została odkryta przez Brytyjską Ekspedycję do Ziemi Grahama (ang. British Graham Land Expedition, (BGLE)) pod dowództwem Johna Rymilla (1905–1968), która to sporządziła mapy terenu z lądu i z powietrza w latach 1936–1937. W latach 1948–1950 wyspa została ponownie zbadana przez Falkland Islands Dependencies Survey (FIDS), która kontynuowała badania w latach 1955–1957, kiedy to stwierdzono, ze kształt wyspy mniej przypomina podkowę, niż wcześniej się wydawało.     
Na niewielkim półwyspie w jej północno-zachodniej części znajduje się dawna brytyjska stacja polarna na potrzeby Falkland Islands Dependencies Survey (FIDS) – Base Y, która zamieszkana była nieprzerwanie między marcem 1955 roku a sierpniem 1960 roku. Base Y jest uznana za pomnik historyczny nr. 63 na mocy Układu Antarktycznego.    